# ديفي لارمور (ملاكم)
ديفي لارمور (بالإنجليزية: Davy Larmour) مواليد 2 أبريل 1952 في بلفاست، هو ملاكم بريطاني سابق صنّف ضمن فئة وزن الذبابة. سبق أن شارك في دورة الألعاب الأولمبية الصيفية سنة 1976.

## إحصائيات
خاض خلال مسيرته 18 نزالا، فاز في 11 وخسر في 7. فاز بالضربة القاضية في 3 نزالات.

## روابط خارجية
- ديفي لارمور على موقع بوكس ريك (الإنجليزية) (registration required)
- ديفي لارمور على موقع أوليمبيديا (الإنجليزية)